# Фосфогліцераткіназа-1
Фосфогліцераткіназа-1 (англ. Phosphoglycerate kinase 1) – білок, який кодується геном PGK1, розташованим у людей на короткому плечі X-хромосоми.  Довжина поліпептидного ланцюга білка становить 417 амінокислот, а молекулярна маса — 44 615.
| 10         |  | 20         |  | 30         |  | 40         |  | 50         |
| ---------- |  | ---------- |  | ---------- |  | ---------- |  | ---------- |
| MSLSNKLTLD |  | KLDVKGKRVV |  | MRVDFNVPMK |  | NNQITNNQRI |  | KAAVPSIKFC |
| LDNGAKSVVL |  | MSHLGRPDGV |  | PMPDKYSLEP |  | VAVELKSLLG |  | KDVLFLKDCV |
| GPEVEKACAN |  | PAAGSVILLE |  | NLRFHVEEEG |  | KGKDASGNKV |  | KAEPAKIEAF |
| RASLSKLGDV |  | YVNDAFGTAH |  | RAHSSMVGVN |  | LPQKAGGFLM |  | KKELNYFAKA |
| LESPERPFLA |  | ILGGAKVADK |  | IQLINNMLDK |  | VNEMIIGGGM |  | AFTFLKVLNN |
| MEIGTSLFDE |  | EGAKIVKDLM |  | SKAEKNGVKI |  | TLPVDFVTAD |  | KFDENAKTGQ |
| ATVASGIPAG |  | WMGLDCGPES |  | SKKYAEAVTR |  | AKQIVWNGPV |  | GVFEWEAFAR |
| GTKALMDEVV |  | KATSRGCITI |  | IGGGDTATCC |  | AKWNTEDKVS |  | HVSTGGGASL |
| ELLEGKVLPG |  | VDALSNI    |  |            |  |            |  |            |

A: Аланін

C: Цистеїн

D: Аспарагінова кислота

E: Глутамінова кислота

F: Фенілаланін

G: Гліцин

H: Гістидин

I: Ізолейцин

K: Лізин

L: Лейцин

M: Метіонін

N: Аспарагін

P: Пролін

Q: Глутамін

R: Аргінін

S: Серин

T: Треонін

V: Валін

W: Триптофан

Цей білок за функціями належить до трансфераз, кіназ. 
Задіяний у такому біологічному процесі як гліколіз. 
Білок має сайт для зв'язування з АТФ, нуклеотидами. 
Локалізований у цитоплазмі.